# Болюс (травлення)

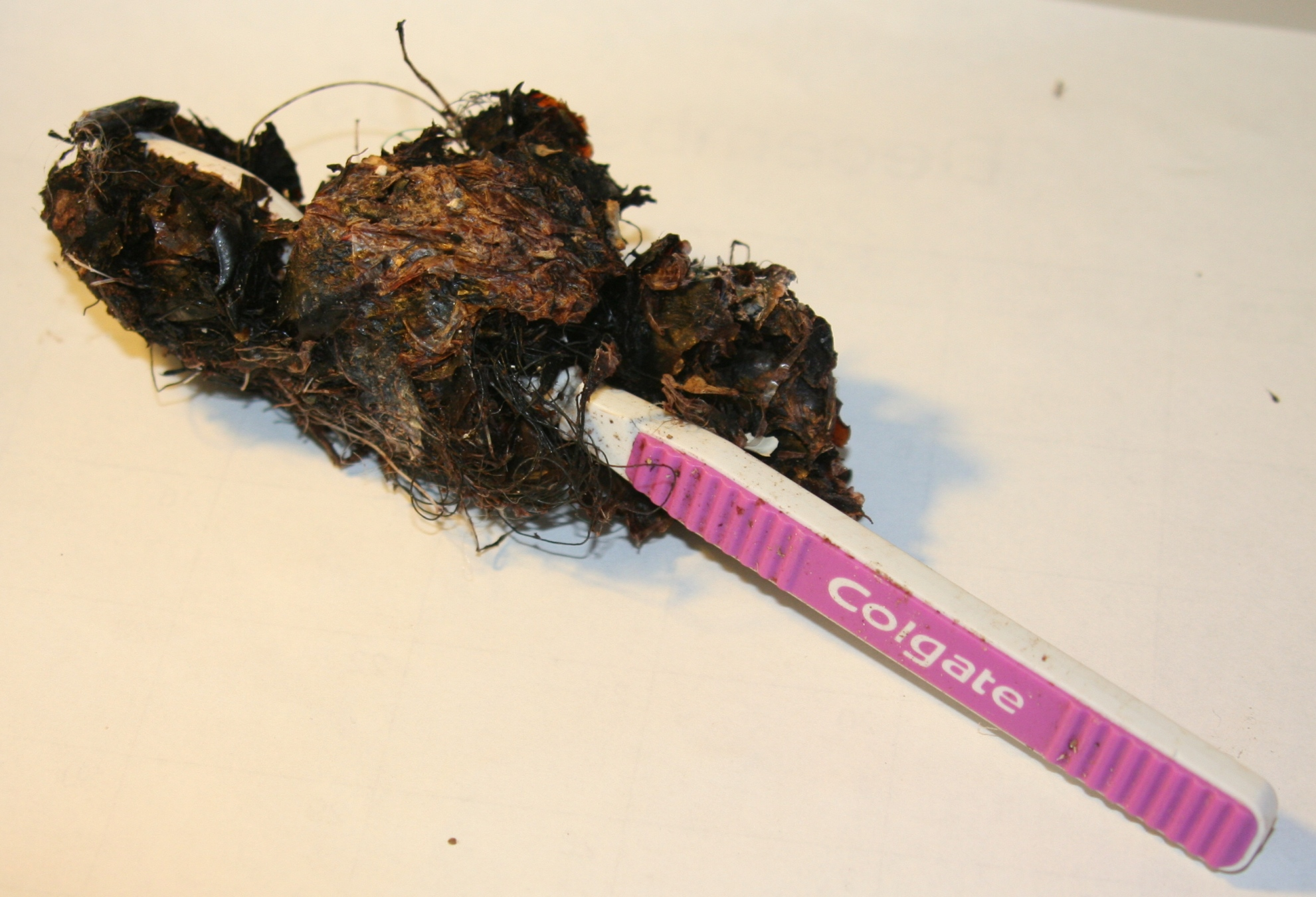
Болюс альбатроса aльбатроса має кілька проковтнутих елементів морського сміття, включаючи монофіламенти рибальських сіток та викинутої зубної щітки, Френч-Фрігейт-Шолс, Гавайські острови.

У травленні, болюс (лат. bolus, «куля») — це кулеподібна суміш їжі та слини, яка утворюється в роті під час процесу жування, що є загалом адаптацією рослиноїдних ссавців. Болюс такого ж кольору, які і їжа, яку споживали. За рахунок слини він має лужний pH.
За звичайних умов, болюс проковтується і проходить вниз по стравоходу до шлунку для травлення. Після потрапляння у шлунок, болюс змішується зі шлунковим соком і стає хімусом, який мандрує через кишки для подальшого травлення, всмоктування та остаточного виведення з організму (як фекалії).